# Girod
Girod (рус. Жиро) — французское музыкальное издательство. Основано Этьеном Жиро (Étienne Girod) в Париже в 1855 году. Просуществовало приблизительно до 1919 года, когда, возможно, было куплено издательством Ледюка. На нотах ок. 1857 года отмечено, что Жиро — «преемник Лоне» (Successeur de Launer, Boulevart Montmartre, 14). Лоне (и затем его вдова — Mme. Veuve Launer) работал в Париже с 1828 года, когда приобрёл фирму Рафаэля Карли (Raphael Carli et Cie).
В числе изданных Жиро произведений — «Лалла-Рук» и «Сапфир» Фелисьена Давида, «Потерянный рай» Теодора Дюбуа.

## Названия и адреса

### Названия
- E. Girod (1855—1863?)
- E. et A. Girod (1864 — ок. 1881)
- Vve E. Girod, или Veuve Girod, или Veuve E. Girod (1882 — ок. 1907). Очевидно, фирмой заведовала вдова Этьена Жиро.
- P. Girod (ок. 1908—1919)

### Адреса
- Paris, 16 Boulevard Montmartre (1855—1919)